# 大橋宗桂 (5代)
五代大橋宗桂（ごだい おおはしそうけい、1636年（寛永13年） - 1713年5月29日（正徳3年5月6日））は江戸時代の将棋指し。将棋家元大橋本家当主、四世名人。初名は宗銀。二世名人大橋宗古の外孫。三世名人伊藤宗看の子。六代大橋宗銀の養父。

## 経歴
1660年（万治3年）、三代大橋宗桂が48歳で死去、その子である四代大橋宗伝も1662年（寛文2年）に25歳で死去し、大橋本家は断絶の危機を迎えた。
そこで1664年（寛文4年）に三世名人である初代伊藤宗看が、伊藤家の嫡男で大橋本家二代宗古の外孫にあたる宗銀を大橋本家の養子にし、これを救った。養子になった宗銀は五代宗桂を名乗るようになった。この時の年齢は29歳だった。
1669年（寛文9年）には、八段を免許され、詰将棋「象戯図式」(俗称：象戯手鑑)を献上した。
1691年（元禄4年）、実父の伊藤宗看が引退し、将棋所を譲り、名人を襲位。
実子がなく、養子に大橋宗銀を迎えていたが、1709年（宝永7年）から1年、宗銀と伊藤家の二代宗印の長男の印達とが「五十七番指し」を行い、宗銀は23勝36敗で敗北した。まもなく宗銀・印達ともに若年で死去した。後継者を失った大橋本家は宗銀の養子として七代宗桂を迎えたが、宗桂の前歴は不明である。
1713年（正徳3年）5月29日（5月6日）に78歳で死去。法名は善行院宗桂日金居士。
残存する棋譜は少ないが、『将棋百箇条』『五代宗桂記』の著作がある。